# Nghĩa trang Montmartre

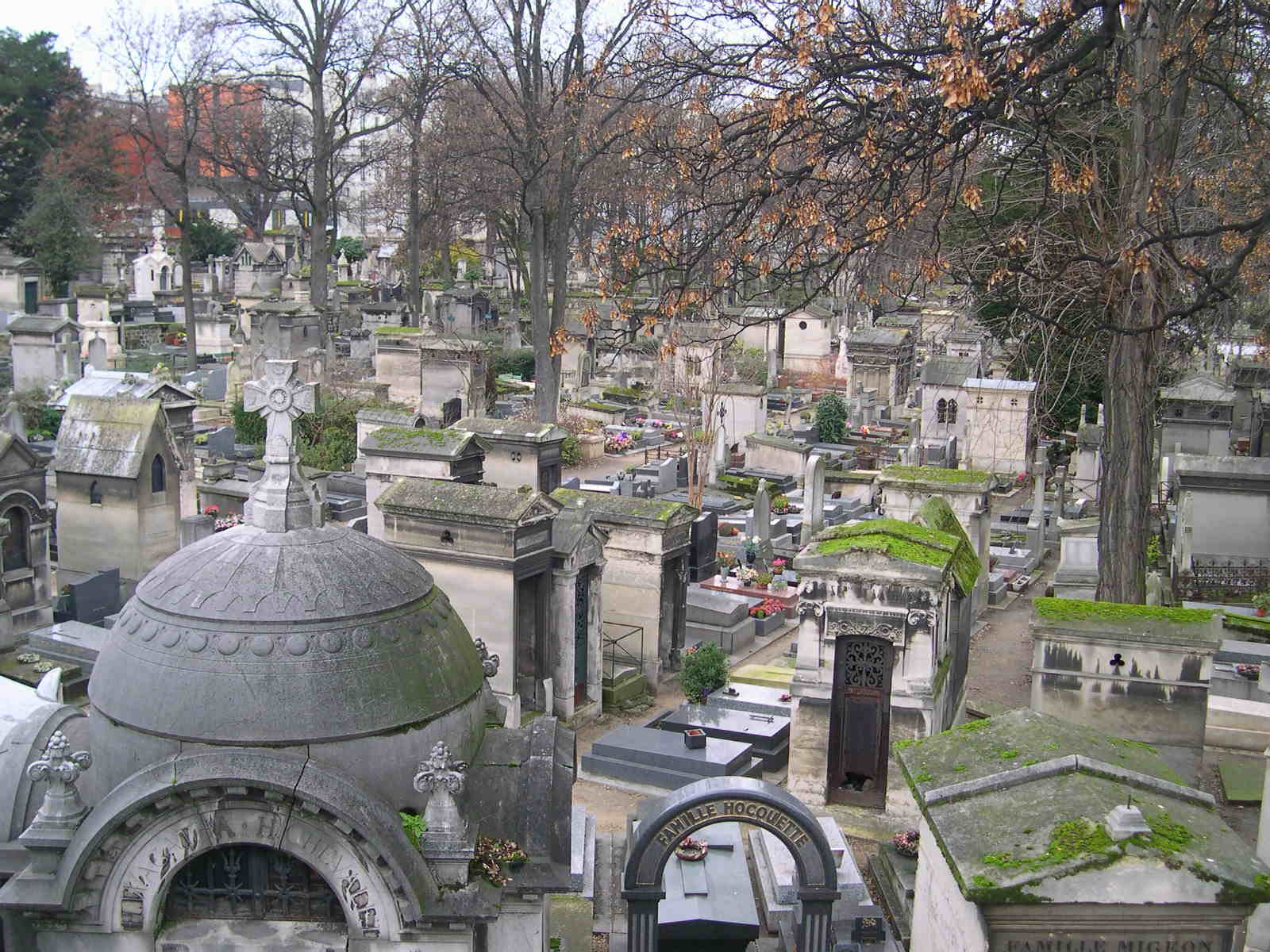
Nghĩa trang Montmartre

Nghĩa trang phía Bắc (tiếng Pháp: Cimetière du Nord), thường được biết đến với tên Nghĩa trang Montmartre (tiếng Pháp: Cimetière de Montmartre) là một trong các nghĩa trang chính của Paris, Pháp.

## Lịch sử
Nghĩa trang Montmartre nằm trên khu khai thác đá cổ ở gần đồi Montmartre vốn nổi tiếng với những tảng thạch cao vốn được dùng rất nhiều để làm các bức tượng thạch cao ở Paris.
Nghĩa trang Montmartre được hình thành khi khu Montmartre được tổ chức lại vào khoảng thời gian từ 1818 đến 1824, nó được chính thức khánh thành ngày 1 tháng 1 năm 1825. Nghĩa trang nằm ở số 20 đại lộ Rachel thuộc Quận 18, Paris. Đây là một trong số 4 nghĩa trang lớn của Paris được xây dựng vào đầu thế kỷ 19 nhằm di chuyển các khu an táng ở trung tâm thành phố ra vùng ngoại vi, ba nghĩa trang lớn còn lại là Nghĩa địa Père-Lachaise ở phía Đông, Nghĩa trang Montparnasse phía Nam và ở trung tâm là Nghĩa trang Passy.
Hiện nay Nghĩa trang Montmartre có khoảng 20.000 lô mộ với chừng 500 người được chôn cất mỗi năm.

## Những ngôi mộ nổi tiếng
Vốn nằm ngay cạnh đồi Montmartre, vốn là khu nghệ sĩ lớn của Paris, Nghĩa trang Montmartre là nơi an nghỉ của rất nhiều nghệ sĩ, bên cạnh đó nơi đây cũng có mộ của nhiều người nổi tiếng khác.

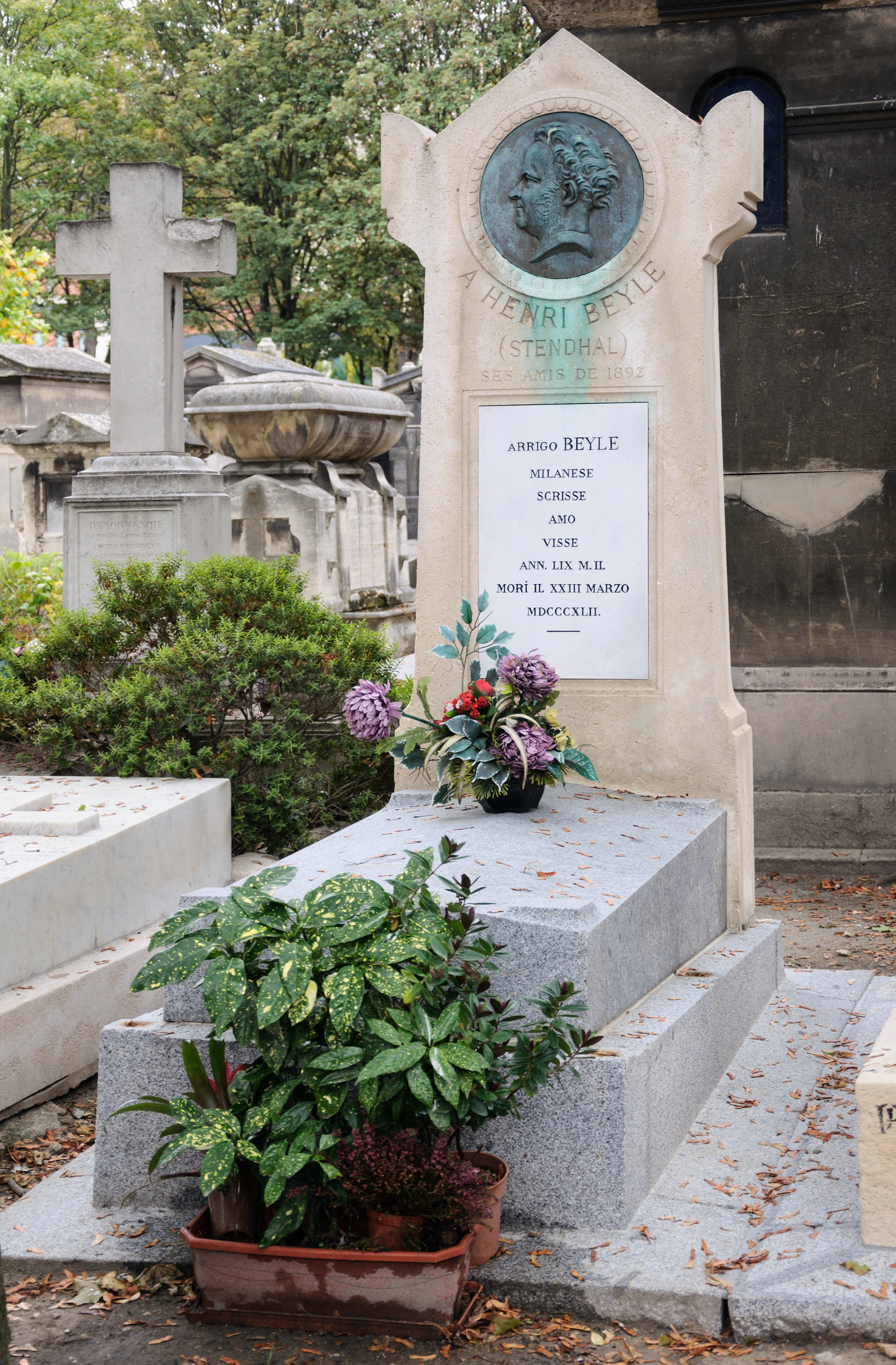
Mộ của Stendhal

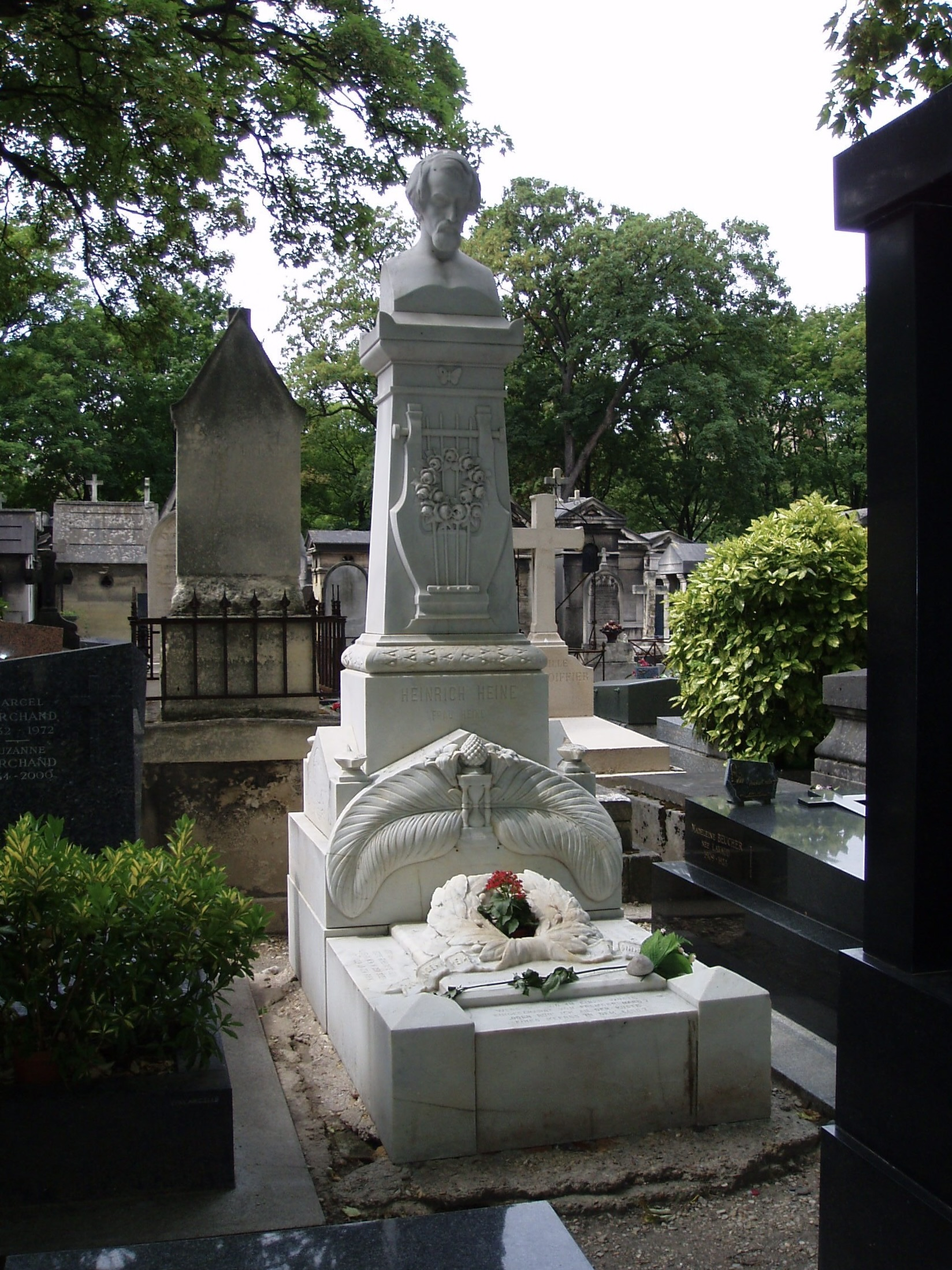
Mộ của Heinrich Heine

## A
- Adolphe Adam (1803-1856), nhà soạn nhạc
- Charles-Valentin Alkan (1813-1888), nhà soạn nhạc
- André-Marie Ampère (1775-1836), nhà vật lý

## B
- Michel Berger (1947-1992), nhạc sĩ, ca sĩ
- Hector Berlioz (1803-1869), nhà soạn nhạc
- Lili Boulanger (1893-1918), nhà soạn nhạc
- Nadia Boulanger (1887-1979), nhạc sĩ
- Victor Brauner (1903-1966), họa sĩ
- Václav Broík (1851-1901), họa sĩ người Séc
- Alfred Arthur Brunel de Neuville (1852-1941), họa sĩ

## C
- Moïse de Camondo (1860-1935), chủ nhà băng
- Antoine Carême (1784-1883), bếp trưởng nổi tiếng
- Fanny Cerrito (1817-1909), nghệ sĩ vũ kịch người Ý
- Jacques Charon (1920-1975), diễn viên
- Théodore Chassériau (1819-1856), họa sĩ
- Henri-Georges Clouzot (1907-1977), đạo diễn và nhà biên kịch
- Véra Clouzot (1913-1960), diễn viên

## D
- Dalida (1933-1987), ca sĩ, diễn viên gốc Ý
- Edgar Degas (1834-1917), họa sĩ, nhà điêu khắc
- Léo Delibes (1836-1891), nhà soạn nhạc
- Narcisse Virgilio Diaz (1808-1876), họa sĩ
- Maxime Du Camp (1822-1894), nhà văn
- Alexandre Dumas con (1824-1895), nhà văn, nhà soạn kịch
- Marie Duplessis (1824-1847), hình mẫu cho nhân vật Marguerite Gautier trong tiểu thuyết Trà hoa nữ (La Dame aux camélias)

## F
- Jean Marie Joseph Farina (1785-1864), người sáng tạo ra loại nước hoa Eau-de-Cologne
- Georges Feydeau (1862-1921), nhà soạn kịch
- Léon Foucault (1819-1868), nhà vật lý
- Charles Fourier (1772-1837), nhà triết học và xã hội học
- Carole Fredericks (1952-2001), ca sĩ

## G
- France Gall (1947-2018), ca sĩ người Pháp
- Pauline Garcia-Viardot (1821-1910), ca sĩ opera
- Théophile Gautier (1811-1872), nhà thơ, nhà văn
- Jean-Léon Gérôme (1824-1904), họa sĩ
- Anh em Edmond (1822-1896) và Jules de Goncourt (1830-1870), hai người sáng lập ra Giải Goncourt
- Jean-Baptiste Greuze (1725-1805), nghệ sĩ
- Lucien Guitry (1860-1925), diễn viên
- Sacha Guitry (1885-1957), diễn viên, đạo diễn

## H
- Fromental Halévy (1799-1862), nhà soạn nhạc
- Heinrich Heine (1797-1856), nhà thơ vĩ đại người Đức
- Fanny Heldy (1888-1973), ca sĩ opera
- Jacques Ignace Hittorff (1792-1867), kiến trúc sư

## J
- Maurice Jaubert (1900-1940), nhà soạn nhạc, chỉ huy dàn nhạc
- André Jolivet (1905-1974), nhà soạn nhạc
- Marcel Jouhandeau (1888-1979), nhà văn
- Louis Jouvet (1887-1951), diễn viên
- Anna Judic (1850-1911), diễn viên, ca sĩ

## K
- Friedrich Kalkbrenner (1784-1849), nghệ sĩ piano
- Marie Pierre Koenig (1898-1970), thống chế Pháp
- Bernard-Marie Koltès (1948-1989), nhà soạn kịch, đạo diễn
- Joseph Kosma (1905-1969), nhà soạn nhạc

## L
- Eugène Labiche (1815-1888), nhà soạn kịch
- Dominique Laffin (1952-1985), diễn viên
- Charles Lamoureux (1834-1899), nghệ sĩ violin
- Jean Lannes (1769-1809), thống chế Pháp dưới thời Napoléon
- Pierre Leonard Laurescisoue (1797-1880), kiến trúc sư
- Frédérick Lemaître (1800-1876), diễn viên
- Emma Livry (1842-1863), nghệ sĩ vũ kịch

## M
- Aimé Maillart (1817-1871), nhà soạn nhạc
- Henri Meilhac (1831-1897), nhà soạn kịch
- Mary Marquet (1895-1979), diễn viên
- Victor Massé (1822-1884), nhà soạn nhạc
- Auguste de Montferrand (1786-1858), kiến trúc sư
- Gustave Moreau (1826-1898), họa sĩ
- Henri Murger (1822-1861), nhà văn
- Musidora (Jeanne Roques) (1889-1957), diễn viên, đạo diễn

## N
- Vaslav Nijinsky (1890-1950), nghệ sĩ vũ kịch người Nga
- Adolphe Nourrit (1802-1839), ca sĩ nhạc kịch

## O
- Jacques Offenbach (1819-1880), nhà soạn nhạc gốc Đức
- Georges Ohnet (1848-1919), nhà văn

## P
- Théophile-Jules Pelouze (1807-1867), nhà hóa học
- Emile Péreire (1800-1875), thương gia
- Isaac Péreire (1806-1880), thương gia
- Jacob Rodrigues Péreire (1715-1780), nhà giáo dục học
- Francis Picabia (1879-1953), họa sĩ
- Pierre Alexis Ponson du Terrail (1829-1871), nhà văn
- Jean Le Poulain (1924-1988), diễn viên
- Francisque Poulbot (1879-1946), họa sĩ
- Olga Preobrajenska (1871-1962), nghệ sĩ vũ kịch

## R
- Salomon Reinach (1858-1932), nhà khảo cổ
- Ernest Renan (1823-1892), nhà văn
- Jacques Rigaut (1898-1929), nhà thơ
- Henri Rivière (1827-1883), sĩ quan hải quân Pháp

## S
- Henri Sauguet (1901-1989), nhạc sĩ
- Adolphe Sax (1814-1894), người sáng tạo ra kèn saxophone
- Ary Scheffer (1795-1858), họa sĩ
- Philippe Paul, comte de Ségur (1780-1873), nhà sử học
- Juliusz Słowacki (1803-1849), nhà thơ người Ba Lan
- Fernando Sor (1778-1839), nghệ sĩ guitar
- Alexandre Soumet (1788-1845), nhà thơ
- Stendhal (Marie-Henri Beyle) (1783-1842), nhà văn, tác giả của Đỏ và Đen (Le Rouge et le Noir)

## T
- Marie Taglioni (1804-1884), nghệ sĩ vũ kịch
- Ludmilla Tcherina (1924-2004), diễn viên và họa sĩ
- Ambroise Thomas (1811-1896), nhà soạn nhạc
- Constant Troyon (1810-1865), họa sĩ
- François Truffaut (1932-1984), đạo diễn

## V
- Pierre-Jean Vaillard (1918-1988), diễn viên
- Horace Vernet (1789-1863), họa sĩ
- Alfred de Vigny (1797-1863), nhà thơ, nhà văn

## W
- René Waldeck-Rousseau (1846-1904), nhà chính trị
- Georges Fernand Isidore Widal (1862-1929), nhà vi khuẩn học

## Z
- Émile Zola (1840-1902), nhà văn (thi hài của ông đã được chuyển về Điện Panthéon Paris năm 1908)

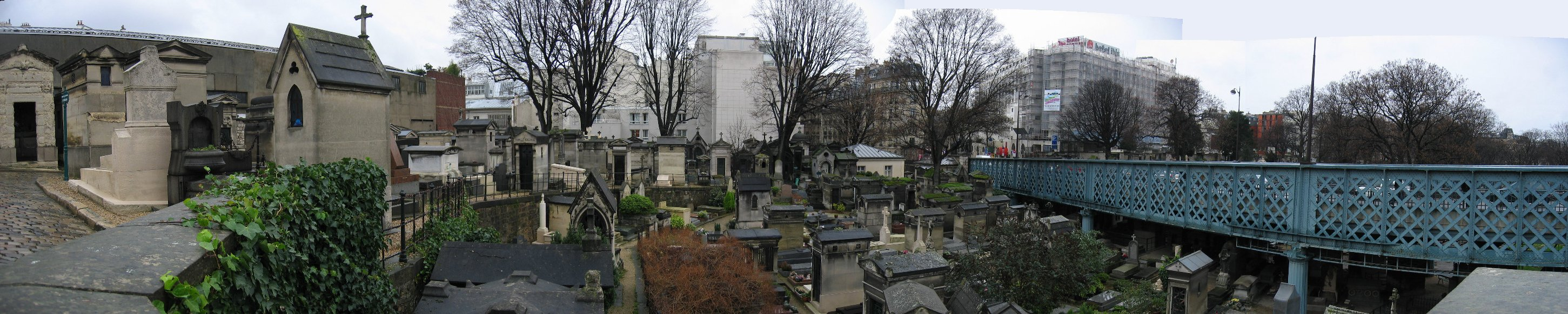
Một góc nghĩa trang